# Lepismium ianthothele
Lepismium ianthothele (Monv. Barthlott) és una espècie fanerògama que pertany a la família de les cactàcies.

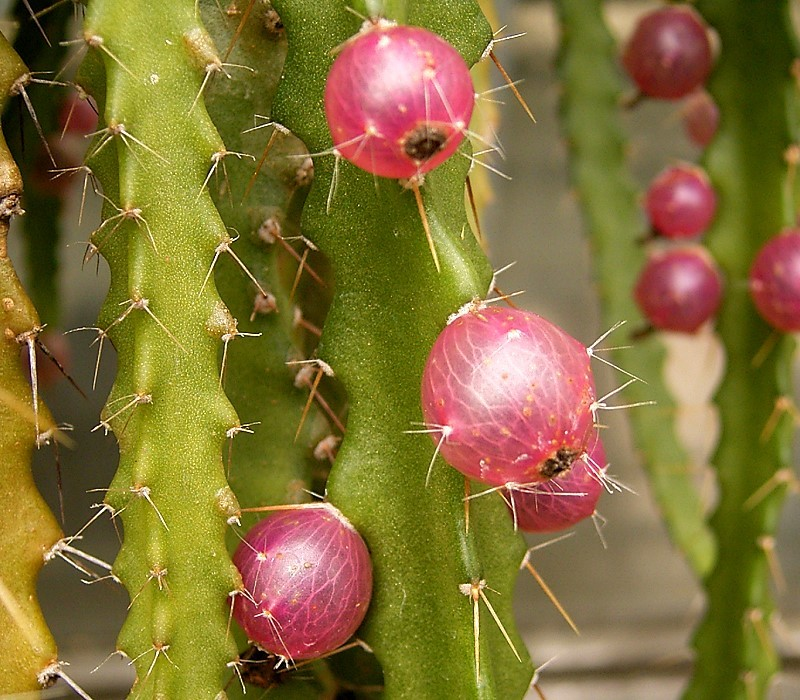
Detall dels fruits

## Distribució
És endèmica de Bolívia i l'Argentina, una espècie rara en la vida silvestre.

## Descripció
Lepismium ianthothele creix com a epífita o litòfita arbustiva amb les branques esteses o caigudes, és moderadament ramificada, i arriba de 30 a 60 centímetres de llarg. Les tiges són verdes amb més de quatre costelles, de vegades triangulars, amb segments que tenen un diàmetre d'1,5 a 2 cm. Les seves vores són tuberculars. Les arèoles porten de sis a set truges com espines de 4–5 mm de longitud. Les flors són de color blanc, groc o de tant en tant de color rosa i apareixen de costat o, de vegades, són terminals. Fan entre 2 a 2,4 cm de llarg. Els fruits són esfèrics de color rosa violaci.

## Taxonomia
Lepismium ianthothele va ser descrita per (Monv.) Barthlott i publicada a Bradleya; Yearbook of the British Cactus and Succulent Society 5:99. 1987.
Etimologia
Lepismium: nom genèric que deriva del grec: "λεπίς" (lepis) = 'recipient, escates, apagat' i es refereix a la forma en què en algunes espècies les flors es trenquen a través de l'epidermis.
ianthothele: epítet derivat del grec: (ianthos) = 'porpra', i (thele) = 'berrugues'; es refereix als tubercles de color violeta.
Sinonímia
| - Cereus ianthothele - Pfeiffera ianthothele - Rhipsalis ianothothele - Rhipsalis cereiformis - Pfeiffera erecta | - Lipismium erectum - Pfeiffera mataralensis - Lepismium mataralense - Pfeiffera multigona - Pfeiffera gracilis |